# Sandro Giacobbe
Santino Alexandro (Génova, Italia; 14 de diciembre de 1949), conocido artísticamente como Sandro Giacobbe es un cantautor italiano.

## Trayectoria
Comenzó su carrera musical a principios de la década de 1970, alcanzando finalmente el éxito en 1974 gracias al tema Signora mia, que se clasificó entre los 10 primeros en la lista de sencillos más vendidos de Italia. Durante cerca de una década obtuvo varios éxitos musicales, casi siempre baladas románticas con alusiones íntimas.
El tema El jardín prohibido, versión en lengua castellana de Il giardino proibito, llegó a alcanzar el número uno de ventas en España en 1976. Ese mismo año, participó en el Festival de San Remo, clasificándose en tercera posición con la canción Gli occhi di tua madre, que además lograría el segundo puesto en las listas de ventas italianas.
Su último gran éxito fue el tema Sarà la nostalgia, de 1982. Desde mediados de la década de 1980 se ha dedicado especialmente a conciertos en directo y a iniciativas solidarias. En 2003 quedó segundo en el Festival Internacional de la Canción de Viña del Mar.

## Discografía
Álbum
- 1974: Signora mia
- 1975: Il giardino proibito
- 1976: Metto all'asta...
- 1977: Bimba
- 1978: Lenti a contatto
- 1979: Mi va che ci sei
- 1980: Notte senza di te
- 1990: Io vorrei
- 1991: Sulla mia stessa strada
- 1992: Le donne
- 1994: E venti....
- 1998: Il meglio
- 2007: Vuoi ballare
- 2008: Trentacinque
- 2013: Insieme noi